# Бондо
Бондо (італ. Bondo) — колишній муніципалітет в Італії, у регіоні Трентіно-Альто-Адідже,  провінція Тренто. З 1 січня 2016 року Бондо є частиною новоствореного муніципалітету Селла-Джудікаріє.
Бондо розташоване на відстані близько 480 км на північ від Рима, 33 км на захід від Тренто.
Населення — 704 особи (2014).

## Демографія
Населення за роками:

Станом на 31 грудня 2014 року в муніципалітеті офіційно проживало 10 іноземців з 4 країн, серед них 1 громадянин країн Євросоюзу.

## Сусідні муніципалітети
- Борго-Ларес
- Брегуццо
- Ронконе
- Тіоне-ді-Тренто